# Вороновка (Вознесенский район)
Вороновка (укр. Воронівка) — село в Вознесенском районе Николаевской области Украины.
Основано в 1850 году. Население по переписи 2001 года составляло 1394 человек. Почтовый индекс — 56540. Телефонный код — 5134. Занимает площадь 3,432 км².
В честь Героя Советского Союза Якова Кольчака, который похоронен в селе, установлен памятный обелиск.

## Местный совет
56540, Николаевская обл., Вознесенский р-н, с. Вороновка, ул. Мира, 28а